# Нгуен Суан Фук
Нгуен Суан Фук (вьет. Nguyễn Xuân Phúc; род. 20 июля 1954, Кюэшон, Куангнам, Вьетнам) — вьетнамский политический и государственный деятель. Президент Социалистической Республики Вьетнам (5 апреля 2021 — 17 января 2023). Избран на должность на 11 сессии Национального собрания СРВ XIV созыва. Премьер-министр Вьетнама (7 апреля 2016 — 5 апреля 2021).

## Биография
Получил образование в Ханойском институте народной экономики (1972—1978). По окончании вуза работал в экономическом управлении провинции Куангнам. С 1980 года переведён в Народный комитет провинции Куангнам, где прошёл путь от служащего до председателя комитета. В 1993—1996 годы возглавлял департамент планирования и инвестиций провинции Куангнам. В те же годы получил степень магистра делового администрирования в Национальном университете Сингапура.
С 1997 года на партийной работе в местном комитете провинции Куангнам. С 2006 года работал в центральных органах исполнительной власти Вьетнама, занимая должности заместителя главы государственного аудита, министра — руководителя аппарата правительства, с 2011 года — вице-премьер, с 2016 года — премьер-министр.
Член Коммунистической партии Вьетнама с 1983 года, избирался в Центральный комитет КПВ Χ, ΧΙ и ΧΙΙ созывов, член Политбюро ЦК ΧΙ и ΧΙΙ созывов. Депутат ΧΙ и ΧΙΙΙ созывов Национального собрания (2002—2007).
31 января 2021 года Нгуен Суан Фук был переизбран Центральным комитетом партии 13-го созыва.
5 апреля 2021 года избран 11-м Президентом Вьетнама во время заседания Национальной ассамблеи, сменив Нгуен Фу Чонга, который ранее объявил о своём уходе с должности.
17 января 2023 года, из-за коррупционного скандала, ушёл в отставку с должности президента по собственному желанию, а также вышел из состава ЦК и политбюро Компартии Вьетнама.

## Личная жизнь
Владеет русским и английским языками. Женат на Чан Тхи Нгует Тху.